# Флаг Киргизской ССР

Флаг Киргизской ССР 1937 года

Флаг Киргизской ССР 1940 года

Флаг Киргизской Советской Социалистической Республики — республиканский символ Киргизской ССР. Утверждён 22 декабря 1952 года.
22 декабря 1952 года Президиум Верховного Совета Киргизской ССР своим Указом постановил:
"Внести изменения в Государственный флаг Киргизской ССР и утвердить Государственный флаг Киргизской Советской Социалистической Республики из полотнища красного цвета с синей полосой посередине во всю длину флага. Синяя полоса составляет одну третью часть ширины флага. Вдоль синей полосы, посередине, проходит белая полоска, равная одной двадцатой ширины флага. На верхней красной части полотнища флага, у древка, изображены золотые серп и молот и над ними красная пятиконечная звезда, обрамленная золотой каймой. Отношение ширины флага к его длине 1:2". 
Вексиллологический справочник по флагам Российской Империи и СССР/сост. В.А.Соколов, М, 2002, С.184
Установленный данным Положением флаг отличался от Государственного флага СССР и флагов других ССР более крупной звездой (по сравнению с изображением серпа и молота) и расположением рукояток серпа и молота практически на границе красной и синей полос: на флагах всех других ССР (кроме Грузинской ССР и Туркменской ССР) диаметр окружности, в которую была вписана 5-конечная звезда, был ровно в два раза меньше, чем размер стороны квадрата, в который вписывались серп и молот, а на флаге Киргизской ССР диаметр звезды (1/10 ширины флага) был больше половины стороны квадрата (1/6 ширины флага).
Предыдущая версия содержала золотую надпись кириллицей на киргизском (КЫРГЫЗ ССР) и русском (КИРГИЗСКАЯ ССР) языках на красном полотнище.